# Шамба, Тарас Миронович
Тара́с Миро́нович Шамба (абх. Шамба Тарас Мирон-иԥа; 29 июля 1938, Сухум — 13 октября 2020) — абхазский и российский общественно-политический деятель, доктор юридических наук (1985), проректор Российского государственного торгово-экономического университета (2002—2008), сопредседатель Российского конгресса народов Кавказа. Имеет неофициальный пожизненный титул «Народный президент Абхазии».
Брат Сергей Шамба — бывший премьер-министр Республики Абхазия.

## Биография
В 1963 году окончил юридический факультет Московского государственного университета (МГУ). Трудовую жизнь начал следователем Прокуратуры г.Сухума, работал инструктором Абхазского обкома КПСС. В 1971 окончил Высшую партийную школу при ЦК КПСС, в 1975 — Академию общественных наук при ЦК КПСС. В 1975 защитил кандидатскую диссертацию, в 1985 — докторскую. С 1987 — профессор АОН при ЦК КПСС.
Специалист в сфере теории и практики государства, демократии и правопорядка, национально-государственного устройства и предпринимательского права, автор более 300 публикаций на эти темы.
Автор более 75 книг и статей, разработчик текста проекта Конституции Республики Абхазия, инициатор проведения первых всенародных альтернативных выборов Президента Республики Абхазия.
С ноября 2002 по июль 2008 — первый проректор Российского государственного торгово-экономического университета (РГТЭУ), с 2008 — советник ректора РГТЭУ.
Почётный адвокат РФ. Заслуженный юрист РФ. Нотариус Московской городской палаты нотариусов, владелец собственной нотариальной конторы.
Тарас Шамба является действительным членом (академиком) восьми общественных академий, в том числе Международной академии информатизации, Международной французской платоновской академии наук и искусства, Адыгской (Черкесской) международной академии наук, Международной академии духовного единства народов мира и других.
Похоронен в селе Абгархук Гудаутского района.

## Политическая деятельность
В 1989—1991 — народный депутат СССР.
В 1980-е дважды отклонил предложение возглавить Абхазский обком КПСС.
С 1992 — президент Всемирного конгресса абхазо-абазинского (абаза) народа.
В 1994—2005 Тарас Шамба по внутриабхазским проблемам находился в тактической оппозиции к лидеру Абхазии Владиславу Ардзинбе, хотя никогда не конфликтовал с ним, а в вопросах внешней политики — поддерживал первого президента республики.
Офис Тараса Шамбы в «булгаковском» доме на Большой Садовой, 10 в Москве пользовался репутацией интеллектуального клуба и неформального посольства Абхазии ещё в те годы, когда Россия не признавала независимость республики. Здесь собирался для споров, обсуждений и подготовки программных документов весь абхазский и проабхазский «бомонд» — Сергей Багапш, Фазиль Искандер, Сергей Бабурин, Сергей Шамба, Александр Анкваб, Отари Аршба, Игорь Ахба, Нугзар Ашуба, Тенгиз Хахва, Константин Затулин, Даур Зантария, Александр Айба, Геннадий Берулава и многие, многие другие.

## Новые книги
В числе последних книг Тараса Шамбы — «Адвокатура в Российской Федерации» (2008, совместно с Л. А. Стешенко), «Абхазия. Правовые основы государственности и суверенитета» (2005, совместно с А. Ю. Непрошиным).

## Семья
Тарас Шамба был женат, имел двух дочерей и нескольких внуков. Одна из дочерей, Назира, является нотариусом и писателем детективного жанра.